# Gnoza polityczna
Gnoza polityczna (z gr. gnozis – poznanie) – koncepcja głosząca, że dobry z natury człowiek jest więziony w złym świecie społecznym i politycznym, z którego może wydobyć się jedynie w drodze rewolucji, pozwalającej mu odzyskać pierwotną, sympatyczną naturę. Termin ten został wprowadzony do nauk politycznych przez amerykańskiego badacza historii idei Erica Voegelina w książce Nowa nauka polityki (1952; wyd. pol. 1992). Autor książki zauważa, że nowożytność charakteryzuje laicka i agnostyczna wizja świata, przekreślająca wiarę, że wyzwolenie nastąpi po śmierci oraz podająca w wątpliwość ideę życia pośmiertnego, nieśmiertelnej duszy i Boga. Wymiar egzystencji zostaje sprowadzony wyłącznie do ziemskiego. Człowiek z natury jest dobry, a świat jego otaczający zły. Nadzieja na wyzwolenie została przeniesiona w świat doczesny. W związku z tym sposobem wyzwolenia nowoczesnego gnostyka stała się polityka, a jej narzędziem - emancypacyjna rewolucja, która ma na celu obalenie tradycyjnych instytucji, obyczajów, norm i praw. Realizacja radykalnych idei gnozy politycznej nastąpiła w XX w., zdominowanym przez komunizm i faszyzm, które usiłowały zbudować - odpowiednio raj dla proletariatu lub rasy czy narodu. Gnoza polityczna została opisana najpełniej na przykładzie intelektualnych źródeł leninizmu przez Alaina Besançona w 1977 roku.
Roman Bäcker traktuje gnozę polityczną jako istotny składnik totalitaryzmu. Dojrzała forma totalitarnej gnozy politycznej składa się z idei zbawienia (apokatastazy) realizowanej przez podmiot wyobrażony (np. czystą rasę aryjską czy proletariat tworzony przez partię komunistyczną) pod warunkiem zniszczenia wrogów obiektywnych, którzy przeszkadzają w urzeczywistnieniu misji zbawienia. 